# لوپتین
لوپتین (به آلمانی: Löptin) یک شهر در آلمان است که در Plön (District) واقع شده‌است. لوپتین ۳۱۰ نفر جمعیت دارد.